# 다이얼 M을 돌려라
《다이얼 M을 돌려라》(영어: Dial M for Murder)는 1954년 미국에서 만들어진 앨프리드 히치콕 감독의 범죄 스릴러 영화이다. 레이 밀랜드, 그레이스 켈리, 로버트 커밍스 등이 출연하였다.
그레이스 켈리가 1955년 제20회 뉴욕 영화 비평가 협회상 여우주연상을 수상하였다.
1998년에 마이클 더글러스, 귀네스 팰트로 주연의 리메이크 작품 《퍼펙트 머더》(감독: 앤드루 데이비스)가 공개되었다.

## 줄거리
테니스 선수 토니는 부잣집 숙녀인 마고와 결혼하면서 테니스를 그만두고 사업을 시작한다. 사업이 웬만큼 되면서 안정을 찾으려고 할 즈음 아내 마고가 학교 동창인 범죄 소설가 마크와 바람을 피우는 것을 알게 되고 사업도 위태로워지자 토니는 마고를 암살하여 유산을 노릴 계획을 세운다.

## 출연
- 레이 밀랜드 - 토니 웬디스 역
- 그레이스 켈리 - 마고 메리 웬디스 역
- 로버트 커밍스 - 마크 핼리데이 역
- 존 윌리엄스 - 허버드 경감 역
- 앤서니 도슨 - 찰스 알렉산더 스완/레즈깃 대위 역
- 리오 브릿 - 파티의 이야기꾼 역
- 앨프리드 히치콕 - 동창회 모임이 찍힌 액자 사진 속 남자 역

## 시청 등급
- 대한민국: 15세 이상 관람가

## 우리말 녹음
KBS 성우진 (2000년 4월 9일)
- 장광 - 토니 (레이 밀랜드)
- 서혜정 - 마고 (그레이스 켈리)
- 홍시호 - 마크 (로버트 커밍스)
- 김병관 - 허바드 반장 (존 윌리엄스)
- 김익태 - 스완 (안소니 도슨)
- 유영환
- 김창주
- 유제상
- 전인배
- 박정민